# Gzheliano
| Permiano                                                                                              | Cisuraliano    | Asseliano     | Più recente   |
| Carbonifero                                                                                           | Pennsylvaniano | Gzheliano     | 303,7 ± 0,1   |
| Carbonifero                                                                                           | Pennsylvaniano | Kasimoviano   | 307,0 ± 0,1   |
| Carbonifero                                                                                           | Pennsylvaniano | Moscoviano    | 315,2 ± 0,2   |
| Carbonifero                                                                                           | Pennsylvaniano | Bashkiriano   | 323,4 ± 0,4   |
| Carbonifero                                                                                           | Mississippiano | Serpukhoviano | 330,4 ± 0,4   |
| Carbonifero                                                                                           | Mississippiano | Viséano       | 346,7 ± 0,4   |
| Carbonifero                                                                                           | Mississippiano | Tournaisiano  | 358,86 ± 0,19 |
| Devoniano                                                                                             | Superiore      | Famenniano    | Più antico    |
| Suddivisione del sistema del Carbonifero secondo la Commissione internazionale di stratigrafia (ICS). |                |               |               |

Nella scala dei tempi geologici lo Gzheliano è l'ultimo dei quattro piani in cui viene suddiviso il Pennsylvaniano, che a sua volta è il secondo dei due sotto-periodi che compongono il periodo Carbonifero.
Lo Gzheliano è compreso tra 303,4 ± 0,9 e 299,0 ± 0,8 milioni di anni fa (Ma). È preceduto dal Kasimoviano e seguito dall'Asseliano, il primo piano del successivo periodo Permiano.

## Etimologia
Lo Gzheliano deriva il suo nome da quello del paesino russo di Gzhel, ( in russo: Гжель), nei pressi della città di Ramenskoe, situata circa 46 km a sud di Mosca.
La denominazione e il piano Gzheliano furono introdotti nella letteratura scientifica nel 1890 da Sergei Nikitin (1850-1909).

## Definizioni stratigrafiche e GSSP
La base dello Gzheliano è identificata dalla prima comparsa negli orizzonti stratigrafici dei conodonti della specie Idiognathodus simulator. Altri marcatori sono la prima comparsa del conodonte Streptognathodus zethus e dei fusulinidae dei generi Daixina, Jigulites and Rugosofusulina.
Il limite superiore è alla prima comparsa del conodonte Streptognathodus isolatus all'interno dello Streptognathus "wabaunsensis". Circa sei metri al di sopra di questo limite, fa la sua comparsa la specie di fusulinidi Sphaeroschwagerina vulgaris aktjubensis.

### GSSP
Il GSSP, il profilo stratigrafico di riferimento della Commissione Internazionale di Stratigrafia, non è ancora stato fissato al 2010.

Ci sono due sezioni candidate, una nei monti Urali, lungo il fiume Usolka, un affluente della Belaya di Kama, nei pressi del villaggio di Krasnoussolsky, in Baschiria, la seconda a Nashui, nel sud della Cina.

## Suddivisioni
Lo Gzheliano contiene cinque biozone a conodonti, tutte appartenenti al genere Streptognathodus:
- Zona dello Streptognathodus wabaunsensis e Streptognathodus bellus
- Zona dello Streptognathodus simplex
- Zona dello Streptognathodus virgilicus
- Zona dello Streptognathodus vitali
- Zona dello Streptognathodus simulator